# Priscillianus van Ávila
Priscillianus van Ávila ( - ca. 385) was een Spaanse geestelijke en bisschop van Ávila van 381 tot 385. Het priscillianisme, een stroming in de christelijke kerk, is naar hem vernoemd.
Priscillianus was een rijke edelman die zich toelegde op het bestuderen van godsdienstige geschriften. Hij werd bekeerd door Agape, een Spaanse dame en de redenaar Helpidius, die volgelingen waren van Marcus, een Egyptenaar uit Memphis. Marcus onderwees in Spanje Gnostische en Manicheïsche ideeën. Priscillianus ontwikkelde zich door zelfstudie van leek tot priester. Later bracht hij het in 381 zelfs tot bisschop van Ávila. Hij wordt door sommigen gezien als de eerste christelijke martelaar die door christenen om het leven is gebracht.
De voornaamste bron voor de geschiedenis van Priscillianus van Ávila is het werk van een tijdgenoot, de Gallische schrijver Sulpicius Severus (ca. 363 – ca. 425). 
Priscillianus ontwikkelde hij zijn eigen visie op het christendom, die werd beïnvloed door het gnosticisme en het manicheïsme. Hij was een asceet en een mysticus. Hij beschouwde zijn relatie tot God als een vorm van gemeenschap met het godswezen. Priscillianus was van mening dat een goed christen goede werken moest doen, af moest zien van wereldlijke macht en een celibatair bestaan moest leiden. 
Vrouwen waren in de ogen van Priscillianus gelijk aan mannen en konden priester worden. Priscillianus schijnt vele vrouwelijke aanhangers gehad te hebben, onder wie Euchrotia, de weduwe van de beroemde redenaar Delphidius uit Bordeaux, en haar dochter. 
Zijn eigen visie op het christendom werd hem door de bestaande hiërarchie van geestelijken niet in dank afgenomen. In Spanje waren zijn voornaamste tegenstanders de bisschop van Córdoba, Hyginus, en de bisschop van Mérida, Hydatius van Emerita, Deze beklaagden zich bij Paus Damasus I over de toenemende invloed van Priscillianus. 
In 380 vond er in Zaragoza in afwezigheid van Priscillianus en diens aanhangers een synode plaats waarbij de aanhangers van Priscillianus werden gekenmerkt als afvalligen. 
Priscillianus had echter ook medestanders. Zo kozen de bisschoppen Instantius en Salvianus partij voor Priscillianus. Ondanks steun vanuit de kerk werden, vooral dankzij de inspanningen van Hydatius van Emerita, de Priscillianen in oktober 380 geëxcommuniceerd. 
Nadat een delegatie van de Priscillianen door Hydatius werd weggestuurd benoemden deze Priscillianus vervolgens tot bisschop van Avila. De anti-Priscillianen zochten vervolgens steun bij de Romeinse keizer Gratianus, die een bevel tot verbanning van de Priscillianen uitriep. Instantius, Salvianus en Priscillianus reisden vervolgens naar Rome om een beroep te doen op paus Damasus, maar zij vonden geen gehoor bij de paus. Zij bezochten eveneens de bisschop van Milaan, Ambrosius, maar vonden daar evenmin gehoor. Salvianus stierf tijdens zijn verblijf in Rome. De andere twee zochten daarna steun bij tegenstanders van de bisschop van Milaan en wisten gedaan te krijgen dat de keizer van Rome, Gratianus, de ban herriep. 
Na de dood van Gratianus werd deze opgevolgd door Magnus Maximus. Priscillianus deed nu een beroep op deze keizer, maar werd vervolgens met zes van zijn medestanders gearresteerd. Deze vijf geestelijken en Euchrotia werden samen met hem en in 385 in Trier gemarteld, terechtgesteld op beschuldiging van zedeloosheid en hekserij en daarna onthoofd. Twee sympathiserende bisschoppen werden verbannen. De synode die hetzelfde jaar in Trier werd gehouden keurde de terechtstelling goed, maar Ambrosius van Milaan, paus Siricius en Martinus van Tours protesteerden, voornamelijk omdat de terechtstelling niet door een kerkelijke maar door een wereldlijke macht was gebeurd. 
Priscillianus schreef een aantal teksten voor de vulgaatbijbel die onder paus Damasus werd samengesteld. Deze geschriften zijn bewaard gebleven in een bewerking door Peregrinus. Ze roepen op tot een sober leven, waar geheelonthouding, het celibaat, en vegetarisme deel van uitmaken.
In 1885 werden er in de universiteit van Würzburg door Georg Schepss geschriften ontdekt die aanvankelijk aan Priscillianus zijn toegeschreven, maar bij nader onderzoek door een van zijn nabije volgelingen lijken te zijn geschreven. De geschriften zijn uitgegeven in de Vienna Corpus van 1886.
Volgelingen van de leer van Priscilla bestonden er in Gallië en in Spanje tot in de 6e eeuw.
- Bibsys: 4042912
- Biblioteca Nacional de España: XX1077586
- Bibliothèque nationale de France: cb146474429 (data)
- Catàleg d'autoritats de noms i títols de Catalunya: 981058514035306706
- Gemeinsame Normdatei: 11879339X
- International Standard Name Identifier: 0000 0003 8187 5900
- Library of Congress Control Number: n84090899
- Nationale bibliotheek van Australië: 56963935
- Nationale Bibliotheek van Israël: 987007313134905171
- Nationale Bibliotheek van Polen: a0000001023894
- Nederlandse Thesaurus van Auteursnamen: 070498806
- Système universitaire de documentation: 085440140
- Trove: 1666686
- Virtual International Authority File: 262286966
- WorldCat: E39PCjxKrpMMDKxT9KtygRYFDm